# استان پتورکا
پتورکا (به اسپانیایی: Provincia de Petorca) یک استان در شیلی است که در منطقه والپارایزو واقع شده‌است. پتورکا ۴٬۵۸۸٫۹ کیلومترمربع مساحت و ۷۲٬۲۸۶ نفر جمعیت دارد.